# MY LITTLE RED BOOK
『MY LITTLE RED BOOK』（マイ・リトル・レッド・ブック）は、MOON CHILDの2枚目のアルバム。1997年11月27日にavex traxより発売された。

## 概要
- アルバムのテーマは「赤」「革命」。収録曲の中には「赤」を連想させる歌詞が盛り込まれている。
- ジャケット写真で本を抱えている人物はボーカルの佐々木収。
- 初回生産限定の特典としてプラケースとステッカーが付属した。
- 1998年に8thシングルとして発売された『requiem for the man of nomad』は当初このアルバムに収録される予定であり、レコーディングも済ませていた。このバージョンは1999年に発売されたベストアルバム『Treasures of MOON CHILD 〜THE BEST OF MOON CHILD〜』に「RED BOOK version」として収録されている。

## 収録曲
| 全作詞・作曲: 佐々木収。 |                                            |           |            |                    |      |
| #                        | タイトル                                   | 作詞      | 作曲・編曲 | 編曲               | 時間 |
| 1.                       | 「WILD CHERRY」                            | 佐々木収  | 佐々木収   | MOON CHILD、浦清英 | 2:03 |
| 2.                       | 「選ばれた場所」                           | 佐々木収  | 佐々木収   | MOON CHILD、今井裕 | 4:29 |
| 3.                       | 「アネモネ」                               | 佐々木収  | 佐々木収   | MOON CHILD、浦清英 | 4:49 |
| 4.                       | 「ストロベリーアイスクリームソーダ」       | 佐々木収  | 佐々木収   | MOON CHILD、浦清英 | 3:27 |
| 5.                       | 「ポータブルロック」                       | 佐々木収  | 佐々木収   | MOON CHILD、浦清英 | 4:54 |
| 6.                       | 「ララバイ」                               | 佐々木収  | 佐々木収   | MOON CHILD、浦清英 | 3:54 |
| 7.                       | 「prelude」                                | 佐々木収  | 佐々木収   | 浦清英             | 0:24 |
| 8.                       | 「ESCAPE」                                 | 佐々木収  | 佐々木収   | MOON CHILD、今井裕 | 4:41 |
| 9.                       | 「微熱 (album mix)」                       | 佐々木収  | 佐々木収   | MOON CHILD、今井裕 | 4:31 |
| 10.                      | 「ひぐらしと少年」                         | 佐々木収  | 佐々木収   | MOON CHILD、浦清英 | 3:45 |
| 11.                      | 「Hallelujah in the snow (album version)」 | 佐々木収  | 佐々木収   | MOON CHILD、浦清英 | 6:23 |
| 12.                      | 「WILD CHERRY (reprise)」                  | 佐々木収  | 佐々木収   | MOON CHILD、浦清英 | 1:13 |
| 合計時間:                | 合計時間:                                  | 合計時間: | 44:33      |                    |      |

### 楽曲解説
1. WILD CHERRY
2. 選ばれた場所
4thシングル候補だったが、協議の末「微熱」がシングルとなった。
3. アネモネ
6thシングル。
4. ストロベリーアイスクリームソーダ
5. ポータブルロック
6. ララバイ
7. prelude
次曲「ESCAPE」の前座となるインストゥルメンタル曲。
8. ESCAPE
5thシングル。前曲の余韻が残っている。
9. 微熱 (album mix)
4thシングル。アルバムミックスでの収録。
後にベストアルバム『Treasures of MOON CHILD 〜THE BEST OF MOON CHILD〜』でも「ALBUM version」としてこちらのバージョンで収録されている。
10. ひぐらしと少年
11. Hallelujah in the snow (album version)
7thシングル。イントロとアウトロが長くなっているアルバムバージョンでの収録。
12. WILD CHERRY (reprise)

## 演奏
- 佐々木収：Vocal, Harp, Guitar, Background Vocals
- 渡邊崇尉：Bass, Background Vocals
- 樫山圭：Drums, Percussion, Background Vocals
- 秋山浩徳：Guitars, Background Vocals
- 浦清英：All Keyboards & Recorder (#1.3-7.10.11.12)
- 今井裕
  - Keyboards (#8.9)
  - Percussion (#9)
- 成田昭彦：Percussion (#10)
- 太田守：Percussion (#11)